# Antonio Rodríguez Almodóvar
Antonio Rodríguez Almodóvar (Alcalá de Guadaíra, Sewilla, 1941) – pisarz hiszpański, zajmuje się folklorystycznym przekazem ustnym, głównie zbieraniem i analizą tradycyjnych opowieści ludowych. Wśród jego dzieł znajdziemy opowiadania, bajki, wiersze, eseje, artykuły, scenariusze telewizyjne i teatralne. Ponad pięćdziesiąt jego książek poświęconych jest małoletnim czytelnikom i młodzieży. Wśród nich warto przytoczyć sławne Cuentos de la Media Lunita i Cuentos a la luz de la lumbre. Uhonorowany wieloma nagrodami, m.in. hiszpańską Nagrodą Literatury Dziecięcej i Młodzieżowej w 2005 oraz Nagrodą Washingtona Irvinga w 2011. Antonio Rodríguez Almodóvar jest szczególnie ceniony za wkład w kultywowanie dziedzictwa narodowego.

## Rys biograficzny[1]

### Wykształcenie
Antonio Rodríguez Almodóvar zaczął studia filozoficzne na Uniwersytecie w Madrycie, ale porzucił je na rzecz studiów filologicznych, które ukończył w Sewilli w 1969. W 1973 zdobył tytuł doktora, a w 1975 został wykładowcą języka i literatury hiszpańskiej. Opublikował wiele dzieł koncentrujących się na tematyce teorii narracji i tekstu poetyckiego z punktu widzenia semiotyki i strukturalizmu (La estructura de la novela burguesa, Hacia una crítica dialéctica). W latach 1969–1974 był wykładowcą na Uniwersytecie w Sewilli i Kolegium Uniwersyteckim w Kadyksie, z których to został usunięty za aktywny udział w walce z systemem frankistowskim.

### Bajki i opowieści hiszpańskie
Długi i intensywny proces badawczy doprowadził Antonio Rodríguez Almodóvara do publikacji książek o tematyce hiszpańskich bajek i opowiadań ludowych. W swoich pracach posługiwał się już wspomnianą metodą analizy strukturalno-semotycznej. Jako członek International Folk Narrative Research był uczestnikiem rozmaitych kursów i konferencji poświęconych hiszpańskiej literaturze przekazu ustnego.

### Nagrody
- 1985 – hiszpańska Nagroda Literacka za dzieło Cuentos al amor de la lumbre (część I i II).

- 1991 – Międzynarodowa Nagroda "Infanta Elena" za powieść Un lugar parecido al paraíso.

- 2004 – II Nagroda Ateneo de Sevilla za opowiadanie El hombre que se volvió relativo.

- 2005 – hiszpańska Nagroda Literatury Dziecięcej i Młodzieżowej (el Premio Nacional de Literatura Infantil y Juvenil) za serię pięciu opowiadań El bosque de los sueños.

### Prasa
Od września 1997 jest felietonistą dziennika El País (Andaluzja), współpracuje również przy tworzeniu wydania krajowego.

### Telewizja
Jako scenarzysta telewizyjny, Antonio Rodríguez Almodóvar jest autorem trzech miniseriali teatralnych opartych na znanych hiszpańskich bajkach: El príncipe encantado, La princesa que nunca se reía i Mariquilla ríe perlas. Zostały one wyemitowane przez Telewizję Canal Sur w okresie Świąt Bożego Narodzenia w 1994, 1995 i 1996-1997. 

## Twórczość[2]

### Powieści i opowiadania
- Variaciones para un saxo - powieść, Wyd. Cátedra, Madrid 1986.

- Libro de la risa carnal - opowiadania erotyczne, Wyd. Arquetipo, Sewilla 1989. Kolejna edycja: Wyd. Palabras del Candil, Guadalajara 2009.

- Un lugar parecido al Paraíso - powieść, Wyd. Labor, Barcelona 1991. 
  - Międzynarodowa Nagroda "Infanta Elena".

- Animales de aventura - album do czytania, Wyd. Altea, Madryt 1995.

- El Bosque de los sueños I - opowiadania, Wyd. Siruela, Madryt 1993.

- El Bosque de los sueños II - powieść, Wyd. Siruela, Madryt 1994.

- Cuéntame un cuadro - opowiadanie-katalog o Muzeum Sztuk Pięknych w Sewilli, Muzeum Sztuk Pięknych, Sewilla 2002.

- El bosque de los sueños - cała seria pięciu opowiadań, Wyd. Anaya, Madryt 2004. 
  - Hiszpańska Nagroda Literatury Dziecięcej (Premio Nacional de Literatura Infantil), 2005.

- El hombre que se volvió relativo - opowiadania, Wyd. Algaida, Sewilla 2005. 
  - III Nagroda "Alfonso de Cossío de Relatos del Ateneo de Sevilla".

- Si el corazón pensara - powieść, Wyd. Alianza Editorial, Madryt 2009.

### Poezja
- A pesar de los dioses - wiersze, Wyd. Renacimiento, Sewilla 1994.
- Poemas del viajero - wiersze, Wyd. Renacimiento, Sewilla 1999.
- Coplas por una muerte digna (poezja), listopad 2010.

### Teatr
- La niña que riega las albahacas, Wyd. De la Torre, Madryt 1996.

- El parlamento de los animales, Wyd. De la Torre, Madryt 1999.

- La princesa del lunar (Razem z José Antonio Francés), Wyd. De la Torre, Madryt 2010.

- La princesa que nunca se reía, Wyd. De la Torre, Madryt 2013.

### Eseje
- Lecciones de narrativa hispanoamericana - esej, Uniwersytet w Sewilli, 1972.
- La estructura de la novela burguesa - esej, Wyd. J.B., Madryt 1976.
- La estructura del Quijote de Knud Togeby - tłumaczenie, Uniwersytet w Sewilli, 1977.
- Cuentos maravillosos españoles - esej, Wyd. Crítica, Barcelona 1982.
- Cuentos maravillosos y Cuentos populares andaluces - esej, Biblioteca de Cultura Andaluza, Sewilla 1986.
- Hacia una crítica dialéctica - esej, Wyd. Alfar, Sewilla 1987.
- Los cuentos populares, o la tentativa de un texto infinito - esej, Uniwersytet w Murcji, 1989.
- Cuentos al amor de la lumbre I (wersja kieszonkowa), Wyd. Alianza Editorial, Madryt 1999.
- Cuentos al amor de la lumbre II (wersja kieszonkowa), Wyd. Alianza Editorial, Madryt 1999.
- Abecedario andaluz - artykuły o dialekcie andaluzyjskim opublikowane w gazecie El País, Wyd. Ediciones Mágina, Ganada 2002.
- Machado vuelve a Sevilla - wybór y zapiski na temat manuscryptów Braci Machado, Fundacja Unicaja, Malaga 2004.
- Manuscritos de los Hermanos Machado - kolekcja fundacji Unicaja, Fundacja Unicaja, Malaga 2005. (wydanie A. R. Almodóvara, Rafael Alarcóna y Pablo del Barco)
- El texto infinito - zaktualizowana kolekcja esei na temat znanych bajek, Fundacja Germán Sánchez Ruipérez, Madryt 2004.
- Del hueso de una aceituna - nowe spojrzenie na literaturę oralną, Octaedro, Barcelona 2009.

### Bajki
- Cuentos al amor de la lumbre I - bajki, Wyd. Anaya, Madryt 1983. 
  - Hiszpańska Nagroda za najlepszą kompozycję książki (Premio Nacional a la mejor conjunción de elementos en un libro)
- Cuentos al amor de la lumbre II - bajki, Wyd. Anaya, Madryt 1984.
- Cuentos al amor de la lumbre I, II - bajki (wydanie kieszonkowe), Wyd. Alianza Editorial, Madryt 1999.
- Tres cuentos maravillosos - album, Monte de Piedad y C. Ahorros de Sevilla, Sewilla 1984.
- Historia de un viejo tren - bajka [w:] Doce andaluces cuentan, Lautaro, Wyd. Ibero Americana, Sewilla 1994.
- El sapo y la rana se saltan la evolución - bajka, Parque de las Ciencias, Granada 1998.
- El pozo del otro mundo - bajka, Wyd. Hergué Editorial, Huelva 1999.
- Cuentos Populares Españoles (duży format), Wyd. Anaya, Madryt 2002.
- Cuentos de la Media Lunita 1, 2, 3, 4, 5 (wersja latynoska), Wyd. Anaya, 2003.
- La verdadera historia de Caperucita - bajka, Kalandraka, Sewilla 2004.
- A verdadeira historia de Caperucinha - bajka, Kalandraka, Sewilla 2004
- De cómo las manzanas de oro... - bajka, Ayuntamiento de Galaroza 2005.
- Mami, ¿yo he sido un pez? - bajka, Consejería de Cultura, Junta de Andalucía, Sewilla 2006.
- La bruja que se comía las palabras bonitas (wydano jednocześnie w języku katalońskim, baskijskim i galisyjskim), Círculo de lectores, Barcelona 2006.
- La mata de albahacas (wydanie dwujęzyczne hiszpańsko-arabskie), Cuentos y relatos de Andalucía y Marruecos, Antonio Reyes Ruiz, Wyd. Alfar, Sewilla 2006.
- El Aljarafe está enladrillado, ¿quién lo desenladrillará? - bajka, Palabras que se mojan, Diputación Provincial de Sevilla, Sewilla 2007.
- Yo, el hada de los cabellos azules - interpretacja Pinokio, A las buenas y a las malas, Anaya, Madryt 2007.
- El palacio de los cuatro tesoros - bajka o Alambrze, Wyd. SM, Madryt 2008.
- La vera Storia di Cappuccetto Rosso - bajka, Kalandraka Italia, Florencja 2009.
- A verdadeira História do Capuchinho - bajka, Kalandraka Portugal, Matozinhos 2009.
- Cuentos al amor de la lumbre (wybór), Consejería de Educación, Junta de Andalucía, 2010.
- Cuentos silenciosos (teksty do ilustracji Benjamina Lacombe w książce o tym samym tytule), Wyd. Edelvives, 2010.
- Cuentos de la media lunita, Wyd. Algaida, Sewilla od 1985 do 2010 (zostały przetłumaczone na język kataloński, galisyjski, walencki i baskijski).